# هینگشتایده
هینگشتایده (به آلمانی: Hingstheide) یک شهر در آلمان است که در اشتاینبورگ واقع شده‌است.
 هینگشتایده  ۷۴ نفر جمعیت دارد.